# Sedarat Baru
Sedarat Baru is een bestuurslaag in het regentschap Natuna van de provincie Riau-archipel, Indonesië. Sedarat Baru telt 445 inwoners (volkstelling 2010).